# Thierry Espié
Thierry Espié (Vanves, 2 febbraio 1952) è un pilota motociclistico francese ritiratosi dalle competizioni.

## Carriera

### Gli inizi e i titolo nazionali
La carriera motociclistica di Espié è iniziata nel 1975 in una serie monomarca Kawasaki dove è riuscito a farsi notare dalla Motobécane che comincerà ad affidargli sue moto ufficiali. In campo nazionale si è aggiudicato due titoli francesi.

### Motomondiale
Nel 1977 esordisce nel motomondiale: dove gareggia in classe 125 in sella ad una Motobécane ufficiale ottenendo i primi punti iridati in occasione del Gran Premio di Finlandia. L'anno successivo amplia la sua partecipazione anche alla classe 250, in questo caso con una Yamaha privata. Ottiene il suo primo piazzamento a podio in occasione del Gran Premio motociclistico di Spagna 1978 con un secondo posto in classe 125.
Dal 1980 lascia la classe 125 e inizia a correre in classe 350 dove, pure senza mai vincere, sale svariate volte sul podio: Contestualmente gareggia anche nella classe 250. Il suo miglior piazzamento finale in classifica nelle annate di partecipazione è stato il quarto posto ottenuto nel motomondiale 1979 in classe 125 (Motobécane) e nel motomondiale 1980 in 250, in questo caso alla guida di una Bimota motorizzata Yamaha. Il 1985, suo ultimo anno nel motomondiale, lo vede impegnato in classe 500 dove coglie qualche punto. In totale è giunto sedici volte sul podio, e ha ottenuto tre pole position e sei giri veloci. Inoltre è stato in grado di segnare punti in tutte le edizioni, in ogni classe, a cui ha preso parte.

### Gare di durata
Conclusa la sua partecipazione alle gare del motomondiale, si è dedicato ancora per qualche tempo alle gare di endurance motociclistico, dove già aveva ottenuto una vittoria alla 24 Ore di Spa nel 1983 con Jacques Cornu e Didier de Radiguès, ottenendo un terzo posto alla 24 Ore di Le Mans con Jean Foray e Thierry Rapicault e un sesto posto alla 8 Ore di Suzuka con Christian Le Liard.

## Risultati nel motomondiale

### Classe 125
| 1977 | Classe | Moto       |   |     |   |   |   |   |   |   |   |   |   |    |     |  | Punti | Pos. |
| ---- | ------ | ---------- | - | --- | - | - | - | - | - | - | - | - | - | -- | --- |  | ----- | ---- |
| 1977 | 125    | Motobécane | - | Rit | - | - | - | - | - | - | - | - | 7 | NE | Rit |  | 4     | 27º  |

| 1978 | Classe | Moto       |     |   |   |     |   |     |     |   |   |   |   |    |     |  | Punti | Pos. |
| ---- | ------ | ---------- | --- | - | - | --- | - | --- | --- | - | - | - | - | -- | --- |  | ----- | ---- |
| 1978 | 125    | Motobécane | Rit | 2 | 4 | Rit | 4 | Rit | Rit | 3 | 7 | 4 | 2 | NE | Rit |  | 62    | 5º   |

| 1979 | Classe | Moto       |   |     |     |   |   |   |     |  |  |  |   |   |   |  | Punti | Pos. |
| ---- | ------ | ---------- | - | --- | --- | - | - | - | --- |  |  |  | - | - | - |  | ----- | ---- |
| 1979 | 125    | Motobécane | 2 | Rit | Rit | 2 | 2 | 2 | Rit |  |  |  | - | - | - |  | 48    | 4º   |

| Legenda | 1º posto        | 2º posto            | 3º posto            | A punti      | Senza punti        | Grassetto – Pole position Corsivo – Giro più veloce |
| Legenda | Gara non valida | Non qual./Non part. | Ritirato/Non class. | Squalificato | '-' Dato non disp. | Grassetto – Pole position Corsivo – Giro più veloce |

### Classe 250
| 1978 | Classe | Moto   |   |   |    |   |   |   |   |   |   |   |    |   |     |  | Punti | Pos. |
| ---- | ------ | ------ | - | - | -- | - | - | - | - | - | - | - | -- | - | --- |  | ----- | ---- |
| 1978 | 250    | Yamaha | - | - | NE | - | - | - | - | - | - | - | 10 | - | Rit |  | 1     | 28º  |

| 1979 | Classe | Moto   |   |    |    |    |     |    |   |  |  |  |   |   |   |  | Punti | Pos. |
| ---- | ------ | ------ | - | -- | -- | -- | --- | -- | - |  |  |  | - | - | - |  | ----- | ---- |
| 1979 | 250    | Yamaha | - | NE | 24 | 10 | Rit | 15 | - |  |  |  | - | - | - |  | 1     | 34º  |

| 1980 | Classe | Moto          |   |   |   |     |   |     |   |   |   |   |  |  |  |  | Punti | Pos. |
| ---- | ------ | ------------- | - | - | - | --- | - | --- | - | - | - | - |  |  |  |  | ----- | ---- |
| 1980 | 250    | Bimota-Yamaha | 4 | 3 | 3 | Rit | 4 | Rit | 9 | 3 | 6 | - |  |  |  |  | 53    | 4º   |

| 1981 | Classe | Moto                       |    |    |     |   |   |    |    |     |     |   |     |  |  |   | Punti | Pos. |
| ---- | ------ | -------------------------- | -- | -- | --- | - | - | -- | -- | --- | --- | - | --- |  |  | - | ----- | ---- |
| 1981 | 250    | Chevallier-Yamaha e Pernod | 10 | NE | Rit | 7 | 2 | 10 | NE | Rit | Rit | 5 | Rit |  |  | - | 24    | 11º  |

| 1982 | Classe | Moto   |    |    |     |   |   |   |   |    |   |   |     |     |   |   | Punti | Pos. |
| ---- | ------ | ------ | -- | -- | --- | - | - | - | - | -- | - | - | --- | --- | - | - | ----- | ---- |
| 1982 | 250    | Pernod | NE | NE | Rit | - | - | 9 | - | 10 | 6 | 9 | Rit | Rit | 9 | 3 | 22    | 12º  |

| 1983 | Classe | Moto              |    |   |   |     |   |   |    |   |   |   |    |    |  |  | Punti | Pos. |
| ---- | ------ | ----------------- | -- | - | - | --- | - | - | -- | - | - | - | -- | -- |  |  | ----- | ---- |
| 1983 | 250    | Chevallier-Yamaha | 11 | 9 | 2 | Rit | 5 | 3 | 15 | 6 | 4 | 2 | 13 | NE |  |  | 55    | 5º   |

| 1984 | Classe | Moto              |    |     |  |    |   |   |     |     |   |     |     |   |  |  | Punti | Pos. |
| ---- | ------ | ----------------- | -- | --- |  | -- | - | - | --- | --- | - | --- | --- | - |  |  | ----- | ---- |
| 1984 | 250    | Chevallier-Yamaha | 15 | Rit |  | NQ | 9 | 4 | Rit | Rit | 6 | Rit | Rit | 6 |  |  | 20    | 12º  |

| Legenda | 1º posto        | 2º posto            | 3º posto            | A punti      | Senza punti        | Grassetto – Pole position Corsivo – Giro più veloce |
| Legenda | Gara non valida | Non qual./Non part. | Ritirato/Non class. | Squalificato | '-' Dato non disp. | Grassetto – Pole position Corsivo – Giro più veloce |

### Classe 350
| 1980 | Classe | Moto          |   |    |     |    |   |    |    |   |     |   |  |  |  |  | Punti | Pos. |
| ---- | ------ | ------------- | - | -- | --- | -- | - | -- | -- | - | --- | - |  |  |  |  | ----- | ---- |
| 1980 | 350    | Bimota-Yamaha | - | NE | Rit | NE | 8 | NE | NE | 8 | Rit | - |  |  |  |  | 6     | 15º  |

| 1981 | Classe | Moto          |   |   |   |     |    |    |   |     |    |    |   |    |    |   | Punti | Pos. |
| ---- | ------ | ------------- | - | - | - | --- | -- | -- | - | --- | -- | -- | - | -- | -- | - | ----- | ---- |
| 1981 | 350    | Bimota-Yamaha | 6 | 8 | 3 | Rit | NE | NE | 5 | Rit | NE | NE | - | NE | NE | - | 24    | 7º   |

| 1982 | Classe | Moto              |  |   |   |    |   |   |    |    |   |    |     |   |    |     | Punti | Pos. |
| ---- | ------ | ----------------- |  | - | - | -- | - | - | -- | -- | - | -- | --- | - | -- | --- | ----- | ---- |
| 1982 | 350    | Chevallier-Yamaha |  | - | - | NE | - | - | NE | NE | - | NE | Rit | 4 | NE | Rit | 8     | 19º  |

| Legenda | 1º posto        | 2º posto            | 3º posto            | A punti      | Senza punti        | Grassetto – Pole position Corsivo – Giro più veloce |
| Legenda | Gara non valida | Non qual./Non part. | Ritirato/Non class. | Squalificato | '-' Dato non disp. | Grassetto – Pole position Corsivo – Giro più veloce |

### Classe 500
| 1985 | Classe | Moto             |    |    |  |    |    |     |     |    |    |     |   |     |  |  | Punti | Pos. |
| ---- | ------ | ---------------- | -- | -- |  | -- | -- | --- | --- | -- | -- | --- | - | --- |  |  | ----- | ---- |
| 1985 | 500    | Chevallier-Honda | 10 | NP |  | NP | NP | Rit | Rit | 12 | NP | Rit | 9 | Rit |  |  | 3     | 17º  |

| Legenda | 1º posto        | 2º posto            | 3º posto            | A punti      | Senza punti        | Grassetto – Pole position Corsivo – Giro più veloce |
| Legenda | Gara non valida | Non qual./Non part. | Ritirato/Non class. | Squalificato | '-' Dato non disp. | Grassetto – Pole position Corsivo – Giro più veloce |